# محمد منان رئیسی
محمد منان رئیسی (زاده ۲۲ آذر ۱۳۶۰) مهندس و سیاستمدار ایرانی است که نماینده مردم حوزه انتخابیه قم، کهک و جعفرآباد در دوره دوازدهم مجلس شورای اسلامی است. وی با کسب ۱۰۵٬۱۴۷ رأی انتخاب شد.

## سوابق
محمد منان رئیسی، ریاست مرکز مطالعات و برنامه‌ریزی شهر تهران و عضو شورای معاونین شهرداری تهران، مدیر پژوهشکده معماری و شهرسازی اسلامی، عضویت در هیئت علمی دانشگاه علم و صنعت دانشگاه قم و فعالیت در طرح‌های توسعه‌ای در برخی از شهرهای کشور سوریه را در کارنامه خود دارد.